# Tales from the Acoustic Planet
Tales from the Acoustic Planet es un álbum de estudio por el banjoísta estadounidense Béla Fleck. Es un álbum de jazz con raíces en el bluegrass y la música country, donde Fleck se une a estrellas del bluegrass (Sam Bush, Tony Rice, Jerry Douglas), así como a sus amigos del jazz (Chick Corea, Branford Marsalis, Paul McCandless) y miembros de Flecktones (Victor Wooten, Future Man). Este es también su primer álbum en solitario desde Places (1988).

## Antecedentes
Para Tales from the Acoustic Planet, su primer álbum en solitario desde Places (1988), Béla Fleck se plantó en medio de su propio Jardín del Edén musical. “Grabar este álbum fue tan divertido que nunca se sintió como un trabajo”, admitió Béla Fleck a Terri Horak de Billboard, en un artículo publicado el 4 de marzo de 1995. “Cada situación era una adventura, y escuchar las canciones cobrar vida con las ideas y aportes musicales de todos fue tan emocionante”.
Habiendo establecido los Flecktones en el jazz, Fleck vio la oportunidad de crear comió un equilibrio entre sus dos identidades. “Este disco fue un intento de
unir estos mundos diferentes”, le dijo a Horak. Él considera Tales from the Acoustic Planet un “contrapunto” a su trabajo con los Flecktones y también una oportunidad de reconectar “en una nueva manera” con sus raíces acústicas. Tales from the Acoustic Planet presenta canciones que Fleck ha escrito en los últimos 20 años, las cuales Fleck sintió que “necesitaban algunas de las cosas que Flecktones no tiene en su arsenal para vivir al máximo
potencial”.
Apareciendo en el álbum con Fleck por primera vez son Matt Munde de Aquarium Rescue Unit, Paul McCandless de Oregón y el ídolo de Fleck desde hace mucho tiempo, Chick Corea. “Tocar con Chick superó mis expectativas”, dijo Fleck. “Él planteó el nivel musical de toda la sesión. Estuve zumbando durante días”. La sección rítmica de Flecktones, Victor Wooten y Future Man, también están presentes en el álbum junto con Bruce Hornsby y Branford Marsalis; ambos  músicos aparecieron en el último álbum de Flecktones. Otros invitados con los que Fleck tiene una larga historia de enlaces musicales incluyen a Jerry Douglas, Edgar Meyer, Tony Rice, Stuart Duncan y Sam Bush, excompañero de Fleck en New Grass Revival. De acuerdo con Fleck, el crecimiento y colaboración—tocar con su banda de jazz, sus amigos de bluegrass y explorar relaciones con músicos de todo el mundo—continuará alimentando su carrera distintiva. “Es simplemente notable”, dijo Fleck en su momento. “Estoy asombrado de dónde he llegado ser como un banjoísta en los años 1990”.

## Recepción de la crítica
En The Oklahoman, Brandy McDonnell escribió: “Las canciones suenan exóticas para los oídos estadounidenses, y los artistas crean sorprendentes efectos sonoros con sus voces e instrumentos. Pero el exotismo no parece artificial; la música se siente genuina y con los pies en la tierra. Y es un testimonio de las habilidades de [Béla] Fleck que su banjo suena como en casa”. Alanna Nash de Entertainment Weekly comentó que, “incluso cuando las melodías se adentran en un territorio sofisticado, perdiendo sus melodías en el camino, no se puede criticar la impecable maestría musical de Fleck”.
Nancy Terzlan, escribiendo para la revista Yoga Journal, comentó: “Lo más fascinante de todas estas magníficas colaboraciones es que no fueron ‘creados en el estudio’ o sobregrabados para que sonaran tan perfectas. Ellos tocaron juntos en vivo y espontaneamente. Este álbum fue mágico en su proceso—escucharlo hace que las energías creactivas dentro de nosotros se despierten y huelan el café”. Horak destacó que el álbum instrumental, “evita el escollo obvio de convertirse en un pastiche. En su lugar, establece los estilos de jazz moderno de los Flecktones en una estructura acústica”.
Terri Horak, asistente editorial de Billboard, clasificó el álbum en el primer lugar en su lista de The Critics' Choices.

## Lista de canciones
Todas las canciones escritas y compuestas por Béla Fleck, excepto donde esta anotado. 
| Lista de canciones de Tales from the Acoustic Planet |                                                   |          |  |
| N.º                                                  | Título                                            | Duración |  |
| 1.                                                   | «Up and Running»                                  | 4:26     |  |
| 2.                                                   | «First Light»                                     | 2:42     |  |
| 3.                                                   | «The Great Circle Route»                          | 4:21     |  |
| 4.                                                   | «Circus of Regrets»                               | 4:15     |  |
| 5.                                                   | «Three Bridges Home»                              | 5:19     |  |
| 6.                                                   | «The Landing»                                     | 3:58     |  |
| 7.                                                   | «Arkansas Traveler» (tradicional, arr. por Fleck) | 3:06     |  |
| 8.                                                   | «Backwoods Galaxy»                                | 4:24     |  |
| 9.                                                   | «In Your Eyes»                                    | 5:11     |  |
| 10.                                                  | «System Seven»                                    | 4:18     |  |
| 11.                                                  | «Cheeseballs In Cowtown»                          | 4:54     |  |
| 12.                                                  | «Bicyclops»                                       | 4:21     |  |
| 13.                                                  | «Jayme Lynn»                                      | 5:35     |  |
| 14.                                                  | «For Sascha»                                      | 2:35     |  |